# RNáza

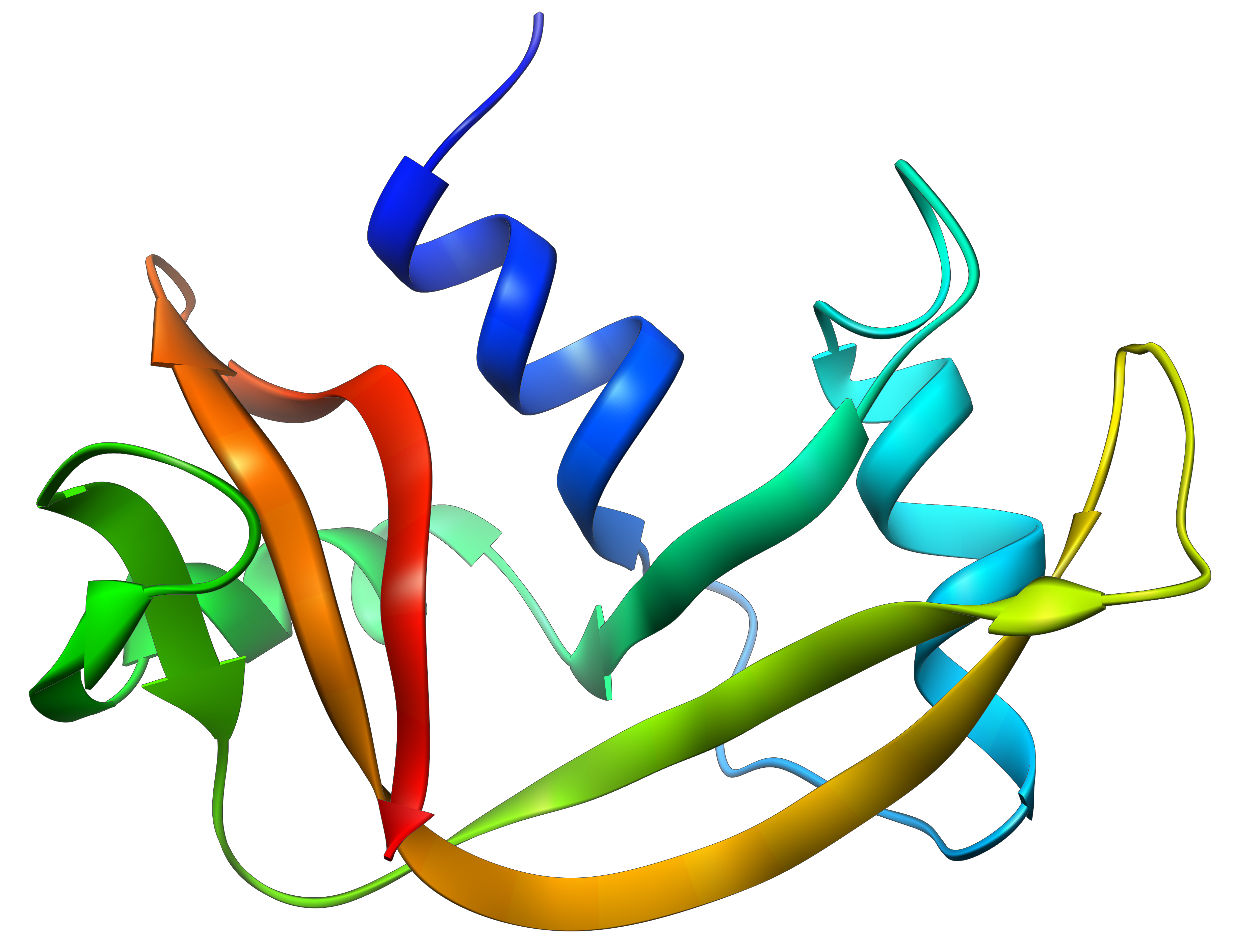
RNáza A – struktura enzymu

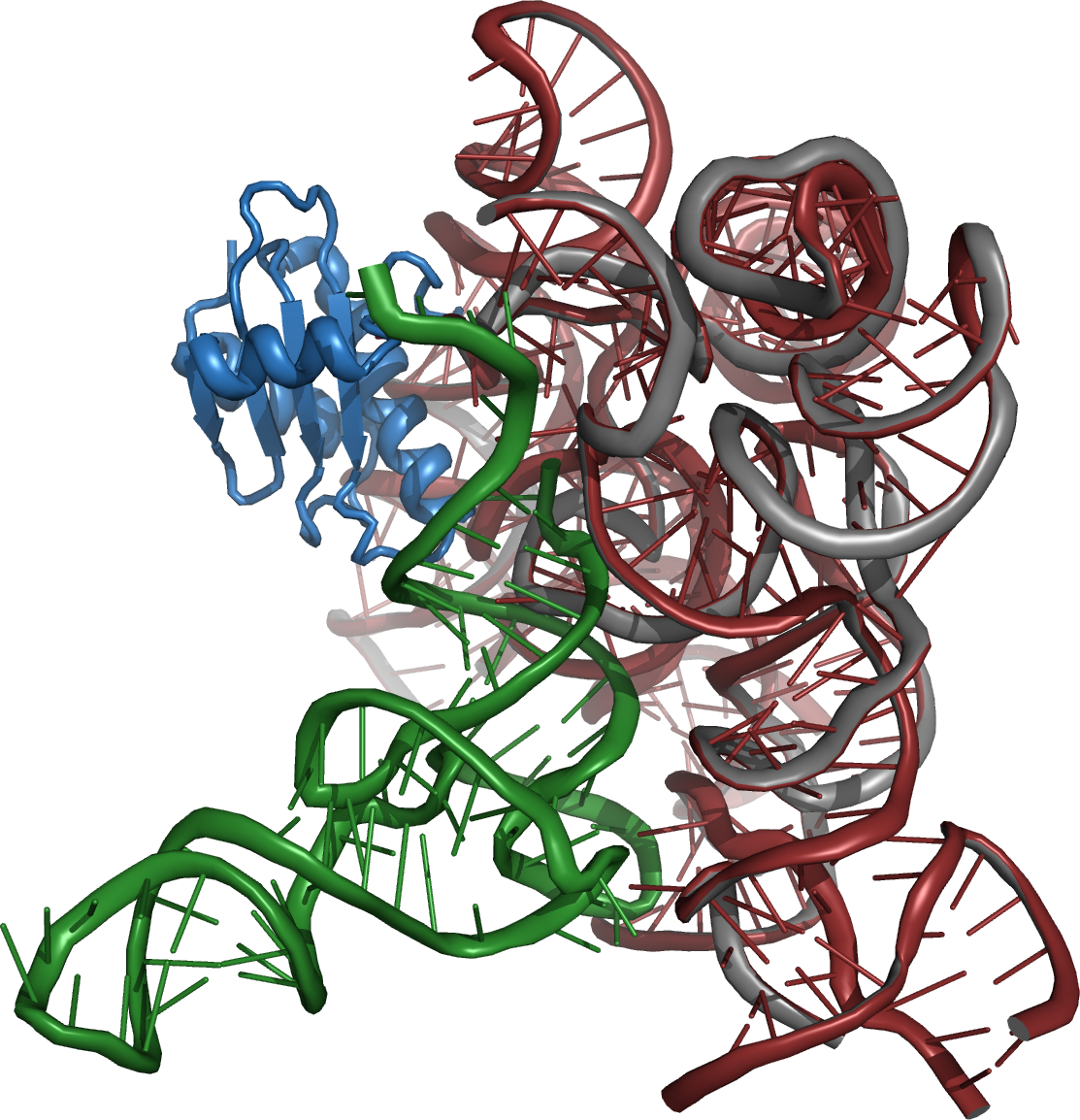
RNáza P – struktura enzymu

RNáza (též ribonukleáza) je enzym ze skupiny nukleáz, který štěpí řetězce ribonukleové kyseliny (RNA). Umožňuje hydrolytické štěpení fosfodiesterové vazby v RNA. Byla popsána celá řada RNáz s různými vlastnostmi, několik z nich se používá v laboratoři. RNázy jsou obvykle proteinové povahy, pouze RNáza P je ribozym. Dají se rozdělit na exoribonukleázy, které štěpí od volného 5' nebo 3' konce, a endoribonukleázy, které štěpí uvnitř molekul.

## Funkce
RNázy plní v tělech organismů široké spektrum funkcí. Např. RNáza A je trávicí enzym přítomný v pankreatické šťávě, který umožňuje rozklad ribonukleových kyselin přítomných v potravě. V buňkách se spousta RNáz podílí na sestřihu pre-rRNA (u bakterií celá plejáda enzymů, jako je RNáza III, RNáza P, RNáza E, RNáza F, RNáza D, M16, M23 a M5). Podobné RNázy se uplatňují i ve výrobě tRNA. RNáza L se účastní interferonové imunitní odpovědi; po aktivaci této RNázy dojde k degradaci veškeré buněčné mRNA, což zastaví veškerou syntézu bílkovin. RNázy H štěpí RNA v DNA/RNA duplexech, tuto aktivitu má mimo jiné retrovirální reverzní transkriptáza.

## Použití v laboratoři
Na trhu je celá řada RNáz. RNáza A (izolovaná např. z hovězího pankreatu) se používá k odstranění RNA balastu při izolaci DNA nebo při jiné práci s DNA, či k tzv. ribonuclease protection assay. RNáza I a RNáza T1 mají podobné použití. RNáza H umožňuje degradaci RNA v DNA/RNA hybridních duplexech (např. po prvním kroku reverzní transkripce nebo poté, co byla na speciální úsek RNA připevněna nějaká sonda).

## Obrana před RNázami
RNázy jsou všudypřítomné – nachází se na všem, co přichází do kontaktu s prostředím: jsou na pylových zrnech, v prachu i na mastné stopě po otisku prstu. Jsou navíc velmi odolné, mohou proto kazit výsledky laboratorních experimentů, při nichž se pracuje s RNA. Proto se v RNA laboratořích dodržuje celá řada preventivních opatření proti RNázám. Pro práci s RNA se vyčleňuje speciální sada automatických pipet, které se pro jiné činnosti nepoužívají. Stejné pravidlo platí i pro chemikálie, pufry, laboratorní sklo a náčiní na elektroforézu, které se v RNA experimentech používají. Všechny chemikálie se obvykle rozdělují do malých alikvotů, aby nebylo nutno je opakovaně otevírat a zavírat (což by zvyšovalo riziko kontaminace RNázami). Do vody pro práci s RNA se přidává DEPC (diethylpyrokarbonát), jenž deaktivuje RNázy. Mnohdy se nasazují i další inhibitory RNáz. Nádobí nestačí jen autoklávovat, je vhodné ohřát ho na 300 °C po dobu až 4 hodin. Všechno plastové jednorázové nádobí musí být přísně čisté a certifikované pro práci s RNA.